# Таємниця Мерсі
«Таємниця Мерсі» (англ. Mercy) — американський фільм жахів 2014 року режисера Пітера Корнвелла, знятий по повісті Стівена Кінга «Бабуся», що входить в збірку «Команда скелетів».

## Синопсис
На околиці маленького провінційного містечка знаходиться старий будинок. Живе в ньому самотня бабуся, яку паралізувала дивна хвороба і одній їй просто не вижити, адже вона прикута до ліжка. На допомогу до неї приїхали з міста її рідна дочка Ребекка з двома онуками — Бадді та Джорджем. Природно, на їх плечі лягає величезний тягар, так як бабуся дуже примхлива і нічого самостійно не може робити. Для Бадді догляд за старенькою стає сущим кошмаром, але молодший Джордж всіляко намагається допомогти своїй бабусі, виконуючи всі її прохання. Тим часом починає коїтися щось страшне і незрозуміле. З'ясовується, що стара Мерсі практикувала окультизм і тепер злі духи зажадали свою жертву. І не одну — вони вирішили забрати також і всіх інших членів сім'ї.

## У ролях
- Чендлер Ріггз — Джордж Брукнер
- Джоел Кортні — Бадді Брукнер
- Ширлі Найт — Мерсі
- Пеппер Бінклі — молода Мерсі
- Френсіс О'Коннор — Ребекка МакКой
- Ділан Макдермотт — Джим Свонн
- Марк Дюплас — дядько Ланнінг
- Аманда Волш — Шарлотта
- Гарлі Ґрем — Фібі
- Джо Егендер — Венделл